# Грабово (станция)
Гра́бово — промежуточная железнодорожная станция Пензенского отделения Куйбышевской железной дороги, располагается в селе Грабово Бессоновского района Пензенской области.
Через станцию осуществляются постоянные пригородные пассажирские перевозки на Пензу, Булычёво.

## История
Станция была открыта в 1895 году с введением новой линии Рузаевка — Пенза Московско-Казанской железной дороги. Электрифицирована в 1969 году постоянным током.

## Техническая информация
Станция Грабово по характеру работы является промежуточной станцией, по объёму выполняемой работы отнесена к 5-му классу. Путевое развитие состоит из 4 путей: 1 главного (№ 1), 2 приёмо-отправочных (№ 2, 4) и 1 отправочного (№ 6). Комплексный контроль за техническим состоянием путей осуществляет Пензенская дистанция пути (ПЧ-2). На станции располагается площадка трансформаторной подстанции Пензенской дистанции электроснабжения (ЭЧ-1). В горловинах станции располагаются 2 переезда (119 км + 324 м и 120 км + 338 м).
Станция включена в диспетчерскую централизацию участка Пенза — Красный Узел.

## Деятельность
С 2009 года начальник станции — Наталья Анатольевна Кузьмина (по совместительству также начальник соседней станции Бессоновка).
| Внешние изображения                   | Внешние изображения                  |
| ------------------------------------- | ------------------------------------ |
| После дождя на ст. Грабово. 2007 год. |                                      |
|                                       | Станция Грабово на сайте parovoz.com |

| Внешние изображения    | Внешние изображения                    |
| ---------------------- | -------------------------------------- |
| Вокзал стации Грабово. |                                        |
|                        | Станция Грабово на сайте pfoto-rzd.com |